# Негодайло Олексій Олександрович
Олексій Олександрович Негодайло (рос. Алексей Александрович Негодайло, 28 травня 1989) — російський бобслеїст. 

## Дискваліфікація
27 листопада 2017 року рішенням Міжнародного олімпійського комітету за порушення антидопінгових правил позбавлений золотої медалі Олімпійських ігор 2014 року в Сочі та довічно усунений від участі в Олімпійських іграх.

## Зовнішні посилання
- Досьє на сайті FIBT